# Canton de Châteauneuf-sur-Cher
Le canton de Châteauneuf-sur-Cher est une ancienne division administrative française située dans le département du Cher et la région Centre-Val de Loire.

## Géographie
Ce canton était organisé autour de Châteauneuf-sur-Cher dans l'arrondissement de Saint-Amand-Montrond. Son altitude variait de 128 m (Corquoy) à 226 m (Vallenay) pour une altitude moyenne de 164 m.

## Représentation

### conseillers généraux de 1833 à 2015
| Période | Période           | Identité                                              | Étiquette             | Qualité                                                                                                |
| ------- | ----------------- | ----------------------------------------------------- | --------------------- | --- |
| 1833    | 1848              | Etienne-Ursin Bouzique (1801-1877)                    | Républicain           | Avocat, maire de Bourges (1848) Représentant du peuple (1848-1851) Propriétaire à Châteauneuf-sur-Cher |
| 1848    | 1861              | Duc Jacquelin de Maillé de la Tour Landry (1815-1874) |                       | Propriétaire à Châteauneuf-sur-Cher                                                                    |
| 1861    | 1871              | Edmé Louis Lemoine (1807-1884)                        |                       | Maire de Corquoy                                                                                       |
| 1871    | 1880              | M. Guénin                                             | Républicain           | Propriétaire                                                                                           |
| 1880    | 1886              | Jules Sacrot                                          | Républicain           | Maire de Châteauneuf-sur-Cher                                                                          |
| 1886    | 1892              | Charles Neiret                                        | Républicain           | Propriétaire, maire de Saint-Symphorien                                                                |
| 1892    | 1895 (décès)      | Victor Margot                                         | Socialiste            | Maire de Châteauneuf-sur-Cher                                                                          |
| 1895    | 1896 (décès)      | Charles Neiret                                        | Républicain           | Propriétaire, maire de Saint-Symphorien                                                                |
| 1896    | 1904              | Jean Girault                                          | Républicain puis Rad. | Meunier au Moulin des Forges Député (1869-1870 et 1876-1885) Sénateur (1885-1909) Maire d'Allichamps   |
| 1904    | 1905 (annulation) | Michel Personnat                                      | Rad.                  | Maire de Châteauneuf-sur-Cher, conseiller d'arrondissement                                             |
| 1905    | 1913              | Maurice Robin                                         | Rad.                  | Fabricant de produits pharmaceutiques à Châteauneuf-sur-Cher                                           |
| 1913    | 1922              | Joseph Perriot                                        | Rad.                  | Minotier à Châteauneuf                                                                                 |
| 1922    | 1940 (décès)      | Léon Devaux (1876-1940)                               | Rad.                  | Médecin à Châteauneuf-sur-Cher                                                                         |
|         |                   |                                                       |                       | |
| 1943    | 1945              | Edouard Grelier                                       | ?                     | Industriel Maire de Châteauneuf-sur-Cher Nommé conseiller départemental en 1943                        |
|         |                   |                                                       |                       | |
| 1945    | 1964              | Emile Vannier                                         | Rad.                  | Propriétaire-exploitant, maire de Châteauneuf-sur-Cher Ancien conseiller d'arrondissement              |
| 1964    | 1988              | Daniel Perrot                                         | PCF                   | Maire de Châteauneuf-sur-Cher                                                                          |
| 1988    | 1995 (décès)      | Jean Vigneron                                         | PCF                   | Maire de Châteauneuf-sur-Cher (1986-1995)                                                              |
| 1995    | 2015              | William Pelletier                                     | DVD                   | Infirmier Maire de Châteauneuf-sur-Cher                                                                |

### Conseillers d'arrondissement (de 1833 à 1940)
| Période                                  | Période | Identité                          | Étiquette               | Qualité |
| ---------------------------------------- | ------- | --------------------------------- | ----------------------- | --- |
| 1833                                     | 1848    | Charles Dominique Magloire Neiret |                         | Notaire, maire de Châteauneuf-sur-Cher                                                                      |
| 1848                                     |         | Jean François Hazaël Hervet       |                         | Maire de Châteauneuf-sur-Cher                                                                               |
|                                          |         |                                   |                         | |
| 1893                                     | 1895    | Philippe Apied (1846-1934)        | Socialiste              | Cultivateur, ouvrier, maréchal-ferrant, métayer, maire de Bigny-Vallenay                                    |
| 1895                                     | 1904    | Michel Personnat                  | Socialiste puis Radical | Maire de Châteauneuf                                                                                        |
| 1904                                     | 1919    | Eusice Babillot                   | Rad.                    | Fermier, maire de Châteauneuf                                                                               |
| 1919                                     | 1925    | M. Camiaux                        | Soc.ind.                | Négociant à Châteauneuf                                                                                     |
| 1925                                     | 1940    | Emile Vannier (1897-1968)         | Rad.                    | Propriétaire-exploitant, maire de Châteauneuf-sur-Cher                                                      |
| 1940                                     |         |                                   |                         | Les conseils d'arrondissement ont été suspendus par la loi du 12 octobre 1940 et n'ont jamais été réactivés |
| Les données manquantes sont à compléter. |         |                                   |                         | |

## Composition
Le canton de Châteauneuf-sur-Cher regroupait onze communes et comptait 4 458 habitants (recensement de 1999 sans doubles comptes).
| Communes               | Population (2012) | Code postal | Code Insee |
| ---------------------- | ----------------- | ----------- | ---------- |
| Chambon                | 134               | 18190       | 18046      |
| Châteauneuf-sur-Cher   | 1 614             | 18190       | 18058      |
| Chavannes              | 164               | 18190       | 18063      |
| Corquoy                | 207               | 18190       | 18073      |
| Crézançay-sur-Cher     | 56                | 18190       | 18078      |
| Saint-Loup-des-Chaumes | 277               | 18190       | 18221      |
| Saint-Symphorien       | 105               | 18190       | 18236      |
| Serruelles             | 58                | 18190       | 18250      |
| Uzay-le-Venon          | 395               | 18190       | 18268      |
| Vallenay               | 709               | 18190       | 18270      |
| Venesmes               | 739               | 18190       | 18273      |

## Démographie
| 1962  | 1968  | 1975  | 1982  | 1990  | 1999  | 2006  | 2011  | 2012  |
| ----- | ----- | ----- | ----- | ----- | ----- | ----- | ----- | ----- |
| 5 281 | 5 044 | 4 939 | 4 554 | 4 631 | 4 458 | 4 544 | 4 612 | 4 602 |